# Eleusínio

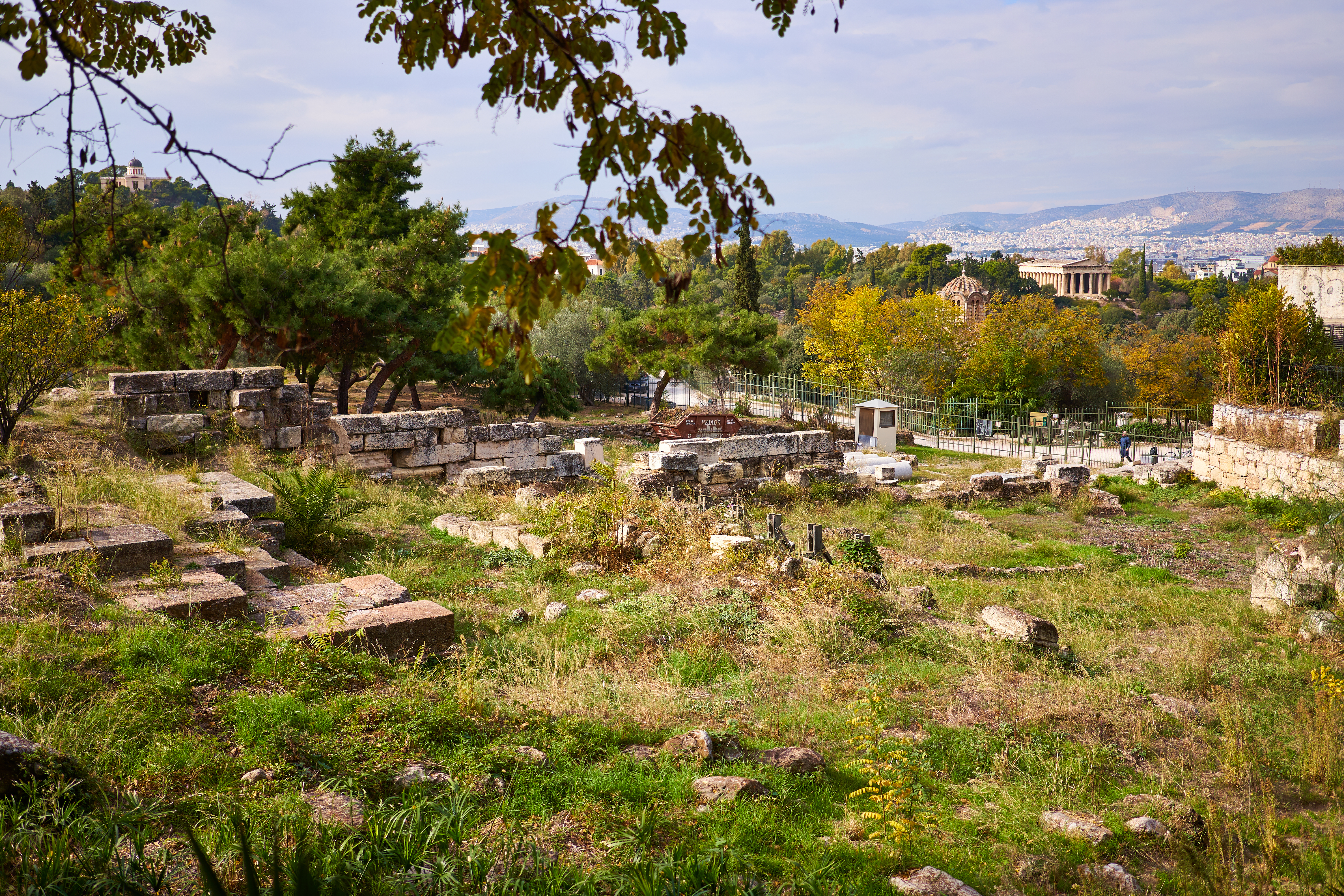
Ruínas do Eleusínio de Atenas

Eleusínio (em grego clássico: Ελευσινίων; romaniz.: Eleusiníon) foi um templo ateniense dedicado a Deméter no qual todos os objetos sagrados associados aos Mistérios de Elêusis eram mantidos entre as cerimônias. Estava localizado na base da Acrópole de Atenas. O Eleusínio desempenhou um papel importante no festival Panateneias.